# Графство
Грáфство (заст. укр. гра́пщина; нім. Grafschaft, англ. county, фр. comté, ісп. condado) — землі, що перебували під юрисдикцією графа, також вживана назва, щодо адміністративно-територіальних одиниць у англомовних країнах.

## Священна Римська імперія
У Священній Римській імперії графство (нім. Grafschaft) було територією, яка знаходилась під контролем графа як представника короля на ввірених йому землях, або перебувало в його володіннях як феод.
Спочатку згідно зі збірником правових норм — «Саксонським зерцалом» (Sachsenspiegel), який датується приблизно 1230 роком, граф був особливим суддею (Sonderrichter), який творив правосуддя від імені короля. Згодом графи ставали повноправними володарями феодів.
Власник графства у Священній Римській імперії як васал був пов'язаний сюзеренітетом з іншим феодалом, часто безпосередньо підпорядковувався самому імператору, та мав титул імперський граф. У 1521 році у Священній Римській імперії існувало 144 імперських графств (Reichsgrafschaften).
Деякі сучасні райони в Нижній Саксонії мали слово графство в своїх офіційних назвах, але після муніципальної реформи наприкінці 1970-х років його зберіг лише один район — графство Бентгайм.
Не слід плутати графства (Grafschaften) з маркграфствами (Markgrafschaften), пфальцграфствами (Pfalzgrafschaften) чи ландграфствами (Landgrafschaften), які за статусом були майже рівні герцогствам. Сучасні федеральні землі Бранденбург і Саксонія історично початково походять із маркграфств відповідно Бранденбурзького та Майсенського, Тюрингія та Гессен із ландграфств відповідно Тюринзького та Гессенського, Баден-Вюртемберг від Баденського маркграфства та Вюртемберзького графства, Саар від Саарбрюккенського графства, а Шлезвіг-Гольштейн частково від Гольштейнського графства.
Окрему групу становили бургграфи (Burggrafen), що правили бургграфствами (Burggrafschaften). Вони мали той самий титул, що й графи, проте зазвичай управляли значно меншими територіями, зосередженими довкола замку (Burg), хоча деякі з них володіли й великими землями наприклад Нюрнберзьке бургграфство.

### Список найзначніших імперських графств
- Голландське графство
- Люксембурзьке графство
- Фландрське графство
- Бургундське графство
- Прованське графство
- Савойське графство
- Тірольське графство
- Гольштейнське графство
- Вюртемберзьке графство
- Ольденбурзьке графство
- Клевське графство

## Англомовні країни
- Австралія — поділ на графства є у штатах Вікторія, Квінсленд, та Новий Південний Уельс. Використовуються лише для кадастрових потреб.[6] Адміністративно штати поділяються на райони місцевого самоврядування(інші мови).
- Велика Британія — адміністративний поділ Англії та Уельсу.
- Ірландія
- Канада — чотири провінції поділено на 57 графств паралельно з іншими одиницями другого порядку.[7]
- Ліберія
- Нова Зеландія
- США, як округ
- Тринідад і Тобаго
- Ямайка